# Толеп (Каракіянський район)
Толе́п (каз. Төлеп) — село у складі Каракіянського району Мангістауської області Казахстану. Входить до складу Куландинського сільського округу.
Населення —  (2021; 33 у 2009, 133 у 1999,  у 1989).